# Чемпіонат Європи з водних видів спорту 2018
34-й чемпіонат Європи з водних видів спорту (англ. 34rd European Aquatics Championships) проходить з 3 по 12 серпня 2018 року в Глазго, Велика Британія. Цей турнір відбувається в рамках першого в історії об'єднаного чемпіонату Європи з літніх видів спорту.

## Календар
| ● | Церемонія відкриття | 1 | Фінал | ● | Церемонія закриття |

| Серпень 2018 року          | 02 чт | 03 пт | 04 сб | 05 нд | 06 пн | 07 вт | 08 ср | 09 чт | 10 пт | 11 сб | 12 нд | К-сть медалей |
| -------------------------- | ----- | ----- | ----- | ----- | ----- | ----- | ----- | ----- | ----- | ----- | ----- | ------------- |
| Церемонії                  | ●     |       |       |       |       |       |       |       |       |       | ●     |               |
| Стрибки у воду             |       |       |       |       | 1     | 2     | 2     | 2     | 2     | 2     | 2     | 13            |
| Плавання                   |       | 4     | 6     | 6     | 6     | 6     | 6     | 9     |       |       |       | 43            |
| Синхронне плавання         |       | 2     | 1     | 1     | 2     | 3     |       |       |       |       |       | 9             |
| Плавання на відкритій воді |       |       |       |       |       |       | 2     | 2     |       | 1     | 2     | 7             |
| Всього комплектів          | 0     | 6     | 7     | 7     | 9     | 11    | 10    | 13    | 2     | 3     | 4     | 72            |

## Загальний медальний залік
Країна-господар
| Місце  | Країна          | Золото | Срібло | Бронза | Загалом |
| ------ | --------------- | ------ | ------ | ------ | ------- |
| 1      | Велика Британія | 0      | 0      | 0      | 0       |
| Всього | Всього          | 0      | 0      | 0      | 0       |

## Стрибки у воду

### Медальний залік
| Місце   | Країна          | Золото | Срібло | Бронза | Загалом |
| ------- | --------------- | ------ | ------ | ------ | ------- |
| 1       | Росія           | 5      | 4      | 3      | 12      |
| 2       | Велика Британія | 4      | 5      | 1      | 10      |
| 3       | Німеччина       | 1      | 2      | 5      | 8       |
| 4       | Італія          | 1      | 2      | 1      | 4       |
| 5       | Україна         | 1      | 0      | 1      | 2       |
| 6       | Нідерланди      | 1      | 0      | 0      | 1       |
| 7       | Вірменія        | 0      | 0      | 1      | 1       |
| 7       | Франція         | 0      | 0      | 1      | 1       |
| Загалом | Загалом         | 13     | 13     | 13     | 45      |

### Чоловіки
| Дисципліна                  | Золото                                 | Золото | Срібло                                     | Срібло | Бронза                                  | Бронза |
| --------------------------- | -------------------------------------- | ------ | ------------------------------------------ | ------ | --------------------------------------- | ------ |
| Трамплін 1 метр             | Джек Лафер (GBR)                       | 414.60 | Джованні Точчі (ITA)                       | 401.10 | Джеймс Гетлі (GBR)                      | 391.70 |
| Трамплін 3 метри            | Джек Лафер (GBR)                       | 525.95 | Ілля Захаров (RUS)                         | 519.05 | Євген Кузнецов (RUS)                    | 508.05 |
| Вишка 10 метрів             | Олександр Бондар (RUS)                 | 542.05 | Микита Шлейхер (RUS)                       | 481.15 | Бенджамін Оффре (FRA)                   | 480.60 |
| Синхронний трамплін 3 метри | Росія Євген Кузнецов Ілля Захаров      | 431.16 | Велика Британія Джек Лафер Кріс Мірс       | 430.62 | Німеччина Патрік Гаусдінґ Ларс Рудігер  | 394.77 |
| Синхронна вишка 10 метрів   | Росія Олександр Бондар Віктор Мінібаєв | 423.12 | Велика Британія Меттью Діксон Ноан Вілльмс | 399.90 | Вірменія Володимир Аратюнян Лев Саргсян | 396.84 |

### Жінки
| Дисципліна                  | Золото                                | Золото | Срібло                                 | Срібло | Бронза                              | Бронза |
| --------------------------- | ------------------------------------- | ------ | -------------------------------------- | ------ | ----------------------------------- | ------ |
| Трамплін 1 метр             | Марія Полякова (RUS)                  | 285.55 | Надія Бажина (RUS)                     | 276.00 | Елена Берточчі (ITA)                | 271.25 |
| Трамплін 3 метри            | Грейс Рейд (GBR)                      | 329.40 | Алісія Благг (GBR)                     | 327.70 | Тіна Пунцель (GER)                  | 324.65 |
| Вишка 10 метрів             | Селін ван Дуйн (NED)                  | 319.10 | Ноемі Баткі (ITA)                      | 315.00 | Марія Курйо (GER)                   | 308.15 |
| Синхронний трамплін 3 метри | Італія Елена Берточчі Чіара Пеллачані | 289.26 | Німеччина Лєна Гентшел Тіна Пунцель    | 286.80 | Росія Надія Бажина Крістіна Ільїних | 282.90 |
| Синхронна                   | Велика Британія Еден Чен Лоіс Тулсон  | 289.74 | Росія Катерина Беляєва Юлія Тимошиніна | 288.60 | Німеччина Марія Курйо Елена Вассен  | 284.64 |

### Змішані змагання
| Дисципліна       | Золото                                | Золото | Срібло                                 | Срібло | Бронза                                     | Бронза |
| ---------------- | ------------------------------------- | ------ | -------------------------------------- | ------ | ------------------------------------------ | ------ |
| Трамплін 3 метри | Німеччина Лоу Массенберг Тіна Пунцель | 313.50 | Велика Британія Росс Гаслам Грейс Рейд | 308.67 | Україна Вікторія Кесар Станіслав Оліферчик | 291.81 |
| Вишка 10 метрів  | Росія Микита Шлейхер Юлія Тімошиніна  | 309.63 | Велика Британія Метті Лі Лоіс Тулсон   | 307.80 | Німеччина Флоріан Фандлер Крістіна Вассен  | 278.64 |
| Команда          | Україна Олег Колодій Софія Лискун     | 355.90 | Німеччина Лоу Массенберг Марія Курйо   | 352.60 | Росія Юлія Тімошиніна Євген Кузнецов       | 349.55 |

## Синхронне плавання

### Медальний залік
| Місце   | Країна  | Золото | Срібло | Бронза | Загалом |
| ------- | ------- | ------ | ------ | ------ | ------- |
| 1       | Росія   | 8      | 0      | 0      | 8       |
| 2       | Україна | 1      | 5      | 1      | 7       |
| 3       | Італія  | 0      | 4      | 5      | 9       |
| 4       | Іспанія | 0      | 0      | 3      | 3       |
| Загалом | Загалом | 9      | 9      | 9      | 27      |

### Результати
| Дисципліна                      | Золото | Золото  | Срібло | Срібло  | Бронза | Бронза  |
| ------------------------------- | --- | ------- | --- | ------- | --- | ------- |
| Соло технічна програма          | Світлана Колесніченко (RUS) | 93.4816 | Єлизавета Яхно (UKR) | 91.3517 | Лінда Церутті (ITA) | 90.2282 |
| Соло довільна програма          | Світлана Колесніченко (RUS) | 94.9333 | Лінда Церутті (ITA) | 92.5000 | Єлизавета Яхно (UKR) | 92.1333 |
| Дует технічна програма          | Світлана Колесніченко Варвара Субботіна (RUS) | 95.1035 | Анастасія Савчук Єлизавета Яхно (UKR) | 92.6188 | Лінда Церутті Костанца Ферро (ITA) | 89.7519 |
| Дует довільна програма          | Світлана Колесніченко Варвара Субботіна (RUS) | 96.7000 | Анастасія Савчук Єлизавета Яхно (UKR) | 93.4000 | Лінда Церутті Костанца Ферро (ITA) | 92.1333 |
| Група технічна програма         | Росія Анастасія Архіповська Анастасія Баяндіна Дарія Баяндіна Марія Голядкіна Міхаела Каланча Вероніка Калініна Поліна Комар Марія Шурочкіна Дарина Валітова                                                   | 94.6000 | Україна Марина Алксієва Владислава Алксієва Олександра Кашуба Олександра Коваленко Яна Наріжна Анастасія Савчук Аліна Шинкаренко Єлизавета Яхно Валерія Апрелієва Вероніка Гришко                   | 90.7439 | Італія Беатріс Каллегарі Домініціана Каванна Лінда Церутті Франческа Деідда Костанца Ді Камілло Костанца Ферро Гемма Галлі Енріка Пікколі Алессіа Пецоне Федеріка Сала | 90.3553 |
| Група довільна програма         | Росія Анастасія Архіповська Анастасія Баяндіна Дарія Баяндіна Марія Голядкіна Вероніка Калініна Поліна Комар Марія Шурочкіна Дарина Валітова Міхаела Каланча                                                   | 97.0333 | Україна Валерія Апрелієва Вероніка Гришко Олександра Кашуба Яна Наріжна Катерина Резник Анастасія Савчук Аліна Шинкаренко Єлизавета Яхно Марина Алксієва Олександра Коваленко                       | 94.6000 | Італія Беатріс Каллегарі Лінда Церутті Франческа Деідда Костанца Ді Камілло Костанца Ферро Гемма Галлі Алессіа Пецоне Енріка Пікколі Домініціана Каванна Федеріка Сала | 92.2333 |
| Комбінація довільна програма    | Україна Марина Алксієва Владислава Алксієва Валерія Апрелієва Марта Федіна Олександра Кашуба Яна Наріжна Катерина Резнік Анастасія Савчук Аліна Шинкаренко Єлизавета Яхно Вероніка Гришко Олександра Коваленко | 94.4667 | Італія Беатріс Каллегарі Домініціана Каванна Лінда Церутті Франческа Деідда Костанца Ді Камілло Костанца Ферро Гемма Галлі Алессіа Пецоне Енріка Пікколі Федеріка Сала Марта Мурру Франческа Зуніно | 92.6000 | Іспанія Дейре Абадія Абріль Конеса Берта Феррерас Емма Гарсія Марія Хуарес Марітселль Мас Елена Меліан Паула Рамірес Сара Сальдана Б'янка Толедано Іріс Тіо            | 91.4667 |
| Змішаний дует довільна програма | Майя Гарбанбердієва Олександр Мальцев (RUS) | 92.4000 | Маніла Фламіні Джорджіо Манісіні (ITA) | 90.7333 | Берта Феррерас По Рібес (ESP) | 85.4333 |
| Змішаний дует технічна програма | Майя Гарбанбердієва Олександр Мальцев (RUS) | 89.5853 | Маніла Фламіні Джорджіо Манісіні (ITA) | 88.6973 | Берта Феррерас По Рібес (ESP) | 82.3217 |

## Плавання

### Розклад
| П | Попередні запливи | 1/2 | Півфінали | Ф | Фінали |

| Серпень                         | 3     | 3     | 4     | 4     | 5     | 5     | 6     | 6     | 7     | 7     | 8     | 8     | 9     | 9     |
| Дисципліна                      | Ранок | Вечір | Ранок | Вечір | Ранок | Вечір | Ранок | Вечір | Ранок | Вечір | Ранок | Вечір | Ранок | Вечір |
| ------------------------------- | ----- | ----- | ----- | ----- | ----- | ----- | ----- | ----- | ----- | ----- | ----- | ----- | ----- | ----- |
| 50 м вільним стилем             |       |       |       |       |       |       |       |       |       |       | П     | 1/2   |       | Ф     |
| 100 м вільним стилем            |       |       | П     | 1/2   |       | Ф     |       |       |       |       |       |       |       |       |
| 200 м вільним стилем            |       |       |       |       |       |       | П     | 1/2   |       | Ф     |       |       |       |       |
| 400 м вільним стилем            | П     | Ф     |       |       |       |       |       |       |       |       |       |       |       |       |
| 800 м вільним стилем            |       |       |       |       |       |       |       |       | П     |       |       | Ф     |       |       |
| 1500 м вільним стилем           |       |       | П     |       |       | Ф     |       |       |       |       |       |       |       |       |
| 50 м брасом                     |       |       |       |       |       |       |       |       | П     | 1/2   |       | Ф     |       |       |
| 100 м брасом                    | П     | 1/2   |       | Ф     |       |       |       |       |       |       |       |       |       |       |
| 200 м брасом                    |       |       |       |       | П     | 1/2   |       | Ф     |       |       |       |       |       |       |
| 50 м батерфляєм                 |       |       |       |       |       |       | П     | 1/2   |       | Ф     |       |       |       |       |
| 100 м батерфляєм                |       |       |       |       |       |       |       |       |       |       | П     | 1/2   |       | Ф     |
| 200 м батерфляєм                |       |       | П     | 1/2   |       | Ф     |       |       |       |       |       |       |       |       |
| 50 м на спині                   | П     | 1/2   |       | Ф     |       |       |       |       |       |       |       |       |       |       |
| 100 м на спині                  |       |       |       |       | П     | 1/2   |       | Ф     |       |       |       |       |       |       |
| 200 м на спині                  |       |       |       |       |       |       |       |       | П     | 1/2   |       | Ф     |       |       |
| 200 м комплексом                |       |       |       |       | П     | 1/2   |       | Ф     |       |       |       |       |       |       |
| 400 м комплексом                |       |       |       |       |       |       |       |       |       |       |       |       | П     | Ф     |
| Естафета 4×100 м вільним стилем | П     | Ф     |       |       |       |       |       |       |       |       |       |       |       |       |
| Естафета 4×200 м вільним стилем |       |       |       |       | П     | Ф     |       |       |       |       |       |       |       |       |
| Естафета 4×100 м комплексом     |       |       |       |       |       |       |       |       |       |       |       |       | П     | Ф     |
| Серпень                         | 3     | 3     | 4     | 4     | 5     | 5     | 6     | 6     | 7     | 7     | 8     | 8     | 9     | 9     |

| Серпень                         | 3     | 3     | 4     | 4     | 5     | 5     | 6     | 6     | 7     | 7     | 8     | 8     | 9     | 9     |
| Дисципліна                      | Ранок | Вечір | Ранок | Вечір | Ранок | Вечір | Ранок | Вечір | Ранок | Вечір | Ранок | Вечір | Ранок | Вечір |
| ------------------------------- | ----- | ----- | ----- | ----- | ----- | ----- | ----- | ----- | ----- | ----- | ----- | ----- | ----- | ----- |
| 50 м вільним стилем             | П     | 1/2   |       | Ф     |       |       |       |       |       |       |       |       |       |       |
| 100 м вільним стилем            |       |       |       |       |       |       |       |       | П     | 1/2   |       | Ф     |       |       |
| 200 м вільним стилем            |       |       |       |       | П     | 1/2   |       | Ф     |       |       |       |       |       |       |
| 400 м вільним стилем            |       |       |       |       |       |       |       |       |       |       |       |       | П     | Ф     |
| 800 м вільним стилем            | П     |       |       | Ф     |       |       |       |       |       |       |       |       |       |       |
| 1500 м вільним стилем           |       |       |       |       |       |       | П     |       |       | Ф     |       |       |       |       |
| 50 м брасом                     |       |       |       |       |       |       |       |       |       |       | П     | 1/2   |       | Ф     |
| 100 м брасом                    |       |       | П     | 1/2   |       | Ф     |       |       |       |       |       |       |       |       |
| 200 м брасом                    |       |       |       |       |       |       | П     | 1/2   |       | Ф     |       |       |       |       |
| 50 м батерфляєм                 |       |       |       |       |       |       |       |       |       |       | П     | 1/2   |       | Ф     |
| 100 м батерфляєм                | П     | 1/2   |       | Ф     |       |       |       |       |       |       |       |       |       |       |
| 200 м батерфляєм                |       |       |       |       | П     | 1/2   |       | Ф     |       |       |       |       |       |       |
| 50 м на спині                   |       |       | П     | 1/2   |       | Ф     |       |       |       |       |       |       |       |       |
| 100 м на спині                  |       |       |       |       |       |       | П     | 1/2   |       | Ф     |       |       |       |       |
| 200 м на спині                  |       |       |       |       |       |       |       |       |       |       | П     | 1/2   |       | Ф     |
| 200 м комплексом                |       |       |       |       |       |       |       |       | П     | 1/2   |       | Ф     |       |       |
| 400 м комплексом                | П     | Ф     |       |       |       |       |       |       |       |       |       |       |       |       |
| Естафета 4×100 м вільним стилем | П     | Ф     |       |       |       |       |       |       |       |       |       |       |       |       |
| Естафета 4×200 м вільним стилем |       |       |       |       |       |       |       |       | П     | Ф     |       |       |       |       |
| Естафета 4×100 м комплексом     |       |       |       |       |       |       |       |       |       |       |       |       | П     | Ф     |
| Серпень                         | 3     | 3     | 4     | 4     | 5     | 5     | 6     | 6     | 7     | 7     | 8     | 8     | 9     | 9     |

| Серпень                         | 3     | 3     | 4     | 4     | 5     | 5     | 6     | 6     | 7     | 7     | 8     | 8     | 9     | 9     |
| Дисципліна                      | Ранок | Вечір | Ранок | Вечір | Ранок | Вечір | Ранок | Вечір | Ранок | Вечір | Ранок | Вечір | Ранок | Вечір |
| ------------------------------- | ----- | ----- | ----- | ----- | ----- | ----- | ----- | ----- | ----- | ----- | ----- | ----- | ----- | ----- |
| Естафета 4×100 м вільним стилем |       |       |       |       |       |       |       |       |       |       | П     | Ф     |       |       |
| Естафета 4×200 м вільним стилем |       |       | П     | Ф     |       |       |       |       |       |       |       |       |       |       |
| Естафета 4×100 м комплексом     |       |       |       |       |       |       | П     | Ф     |       |       |       |       |       |       |
| Серпень                         | 3     | 3     | 4     | 4     | 5     | 5     | 6     | 6     | 7     | 7     | 8     | 8     | 9     | 9     |

### Медальний залік
Країна господар
| Місце   | Країна          | Золото | Срібло | Бронза | Загалом |
| ------- | --------------- | ------ | ------ | ------ | ------- |
| 1       | Росія           | 10     | 10     | 6      | 26      |
| 2       | Велика Британія | 9      | 7      | 8      | 24      |
| 3       | Італія          | 6      | 5      | 11     | 22      |
| 4       | Угорщина        | 4      | 3      | 2      | 9       |
| 5       | Франція         | 4      | 1      | 2      | 7       |
| 6       | Швеція          | 4      | 0      | 0      | 4       |
| 7       | Україна         | 3      | 1      | 0      | 4       |
| 8       | Німеччина       | 2      | 2      | 4      | 8       |
| 9       | Швейцарія       | 1      | 0      | 1      | 2       |
| 10      | Нідерланди      | 0      | 4      | 1      | 5       |
| 11      | Данія           | 0      | 3      | 1      | 4       |
| 12      | Литва           | 0      | 2      | 0      | 2       |
| 13      | Греція          | 0      | 1      | 1      | 2       |
| 13      | Польща          | 0      | 1      | 1      | 2       |
| 13      | Іспанія         | 0      | 1      | 1      | 2       |
| 16      | Норвегія        | 0      | 1      | 0      | 1       |
| 16      | Румунія         | 0      | 1      | 0      | 1       |
| 18      | Бельгія         | 0      | 0      | 1      | 1       |
| 18      | Фінляндія       | 0      | 0      | 1      | 1       |
| 18      | Ірландія        | 0      | 0      | 1      | 1       |
| 18      | Словенія        | 0      | 0      | 1      | 1       |
| Загалом | Загалом         | 43     | 43     | 43     | 132     |

### Чоловіки
| Дисципліна                      | Золото | Золото         | Срібло | Срібло   | Бронза                                                                                                  | Бронза   |
| ------------------------------- | --- | -------------- | --- | -------- | --- | -------- |
| 50 м вільним стилем             | Бен Прауд (GBR) | 21.34          | Крістіан Голомеєв (GRE) | 21.44    | Андреа Вергані (ITA)                                                                                    | 21.68    |
| 100 м вільним стилем            | Алессандро Мірессі (ITA) | 48.01          | Данкан Скотт (GBR) | 48.23    | Мехді Метелла (FRA)                                                                                     | 48.24    |
| 200 м вільним стилем            | Данкан Скотт (GBR) | 1:45.34        | Данас Репшис (LTU) | 1:46.07  | Михайло Довгалюк (RUS)                                                                                  | 1:46.15  |
| 400 м вільним стилем            | Михайло Романчук (UKR) | 3:45.18        | Генрік Крістіансен (NOR) | 3:47.07  | Генніг Мюхтлейнер (GER)                                                                                 | 3:47.18  |
| 800 м вільним стилем            | Михайло Романчук (UKR) | 7:42.96        | Грегоріо Пальтріньєрі (ITA) | 7:45.12  | Флоріан Веллброк (GER)                                                                                  | 7:45.60  |
| 1500 м вільним стилем           | Флоріан Веллброк (GER) | 14:36.15       | Михайло Романчук (UKR) | 14:36.88 | Грегоріо Пальтріньєрі (ITA)                                                                             | 14:42.85 |
|                                 | |                | |          | |          |
| 50 м на спині                   | Климент Колесников (RUS) | 24.00 WR       | Роберт Глінце (ROU) | 24.55    | Шейн Раян (IRL)                                                                                         | 24.64    |
| 100 м на спині                  | Климент Колесников (RUS) | 52.53 WJR      | Євген Рилов (RUS) | 52.74    | Апостолос Хрістоу (GRE)                                                                                 | 53.72    |
| 200 м на спині                  | Євген Рилов (RUS) | 1:53.36 CR, ER | Радослав Кавецкі (POL) | 1:56.07  | Маттео Рестіво (ITA)                                                                                    | 1:56.29  |
|                                 | |                | |          | |          |
| 50 м брасом                     | Адам Піті (GBR) | 26.09 CR       | Фабіо Скоццолі (ITA) | 26.79    | Пітер Джон Стівенс (SLO)                                                                                | 27.06    |
| 100 м брасом                    | Адам Піті (GBR) | 57.00 WR       | Джеймс Вілбі (GBR) | 58.54    | Антон Чупков (RUS)                                                                                      | 58.96    |
| 200 м брасом                    | Антон Чупков (RUS) | 2:06.80 CR, ER | Джеймс Вілбі (GBR) | 2:08.39  | Лука Піцціні (ITA)                                                                                      | 2:08.54  |
|                                 | |                | |          | |          |
| 50 м батерфляєм                 | Андрій Говоров (UKR) | 22.48 CR       | Бен Прауд (GBR) | 22.78    | Олег Костін (RUS)                                                                                       | 22.97    |
| 100 м батерфляєм                | П'єро Кодія (ITA) | 50.64 CR       | Мехді Метелла (FRA) | 51.24    | Джеймс Гай (GBR)                                                                                        | 51.42    |
| 200 м батерфляєм                | Крістоф Мілак (HUN) | 1:52.79 CR     | Тамаш Кендереші (HUN) | 1:54.36  | Федеріко Бурдіссо (ITA)                                                                                 | 1:55.97  |
|                                 | |                | |          | |          |
| 200 м комплексом                | Жеремі Депланш (SUI) | 1:57.04        | Філіп Хайнц (GER) | 1:57.83  | Макс Літчфілд (GBR)                                                                                     | 1:57.96  |
| 400 м комплексом                | Давид Веррасто (HUN) | 4:10.65        | Макс Літчфілд (GBR) | 4:11.00  | Йоан Ллуіс Понс (ESP)                                                                                   | 4:14.26  |
|                                 | |                | |          | |          |
| естафета 4×100 м вільним стилем | Росія Євген Рилов Данило Ізотов Володимир Морозов Климент Колесников Владислав Грінєв Іван Кузменко Сергій Фесіков Андрій Жилкін | 3:12.23        | Італія Лука Дотто Івано Вендраме Лоренцо Заццері Алессандро Мірессі                                                                   | 3:12.90  | Польща Ян Світковські Конрад Черняк Якуб Краска Кацпер Майхржак Ян Голуб                                | 3:14.20  |
| естафета 4×200 м вільним стилем | Велика Британія Калум Джарвіс Данкан Скотт Томас Дін Джеймс Гай Стівен Мілн Камерон Курле                                        | 7:05.32 CR     | Росія Михайло Вековішчев Мартін Малютін Данило Ізотов Михайло Довгалюк В'ячеслав Андрусенко                                           | 7:06.66  | Італія Алессіо Проєтті Колонна Філіппо Меглі Маттео Чіампі Маттіа Цуін Стефано Ді Кола                  | 7:07.58  |
|                                 | |                | |          | |          |
| естафета 4×100 м комплексом     | Велика Британія Ніколас Піль Адам Піті Джеймс Гай Данкан Скотт Броді Вілльямс Джеймс Вілбі Якоб Петерс                           | 3:30.44 CR     | Росія Климент Колесников Антон Чупков Єгор Куімов Володимир Морозов Євген Рилов Кирилл Пригода Олександр Садовніков Владислав Гріньов | 3:32.03  | Німеччина Крістіан Діенер Фабіан Швінгеншогль Маріус Кусч Даміан Вейрлінг Джен-Філіп Гланія Філіп Хайнц | 3:33.52  |

### Жінки
| Дисципліна                      | Золото | Золото     | Срібло                                                                                       | Срібло   | Бронза                                                                                    | Бронза   |
| ------------------------------- | --- | ---------- | -------------------------------------------------------------------------------------------- | -------- | ----------------------------------------------------------------------------------------- | -------- |
| 50 м вільним стилем             | Сара Шестрем (SWE) | 23.74 CR   | Пернілле Блуме (DEN)                                                                         | 23.75    | Раномі Кромовідьойо (NED)                                                                 | 24.21    |
| 100 м вільним стилем            | Сара Шестрем (SWE) | 52.93      | Фемке Гемскерк (NED)                                                                         | 53.23    | Шарлотт Бонне (FRA)                                                                       | 53.35    |
| 200 м вільним стилем            | Шарлотт Бонне (FRA) | 1:54.95 CR | Фемке Гемскерк (NED)                                                                         | 1:56.72  | Анастасія Гуженкова (RUS)                                                                 | 1:56.77  |
| 400 м вільним стилем            | Сімона Квадарелла (ITA)                                                                                                | 4:03.35    | Голлі Гібботт (GBR)                                                                          | 4:03.57  | Аяна Кеселі (HUN)                                                                         | 4:05.01  |
| 800 м вільним стилем            | Сімона Квадарелла (ITA)                                                                                                | 8:16.35    | Аяна Кеселі (HUN)                                                                            | 8:21.91  | Анна Єгорова (RUS)                                                                        | 8:24.61  |
| 1500 м вільним стилем           | Сімона Квадарелла (ITA)                                                                                                | 15:51.61   | Сара Келер (GER)                                                                             | 15:57.85 | Аяна Кеселі (HUN)                                                                         | 16:03.22 |
|                                 | |            |                                                                                              |          |                                                                                           |          |
| 50 м на спині                   | Джорджіа Девіс (GBR)                                                                                                   | 27.23      | Анастасія Фесікова (RUS)                                                                     | 27.31    | Мімоса Яллов (FIN)                                                                        | 27.70    |
| 100 м на спині                  | Анастасія Фесікова (RUS)                                                                                               | 59.19      | Джорджіа Девіс (GBR)                                                                         | 59.36    | Карлотта Зофкова (ITA)                                                                    | 59.61    |
| 200 м на спині                  | Маргеріта Панцієра (ITA)                                                                                               | 2:06.18 CR | Дарія Устінова (RUS)                                                                         | 2:07.12  | Каталін Буріан (HUN)                                                                      | 2:07.43  |
|                                 | |            |                                                                                              |          |                                                                                           |          |
| 50 м брасом                     | Юлія Єфімова (RUS) | 29.81      | Імоген Кларк (GBR)                                                                           | 30.34    | Аріанна Кастільйоні (ITA)                                                                 | 30.41    |
| 100 м брасом                    | Юлія Єфімова (RUS) | 1:05.53 CR | Рута Мейлутіте (LTU)                                                                         | 1:06.26  | Аріанна Кастільйоні (ITA)                                                                 | 1:06.54  |
| 200 м брасом                    | Юлія Єфімова (RUS) | 2:21.31    | Джессіка Волл (ESP)                                                                          | 2:23.02  | Моллі Реншов (GBR)                                                                        | 2:23.43  |
|                                 | |            |                                                                                              |          |                                                                                           |          |
| 50 м батерфляєм                 | Сара Шестрем (SWE) | 25.16      | Емілі Бекмен (DEN)                                                                           | 25.72    | Кімберлі Байз (BEL)                                                                       | 25.74    |
| 100 м батерфляєм                | Сара Шестрем (SWE) | 56.13      | Світлана Чімрова (RUS)                                                                       | 57.30    | Єлена Ді Ліддо (ITA)                                                                      | 57.58    |
| 200 м батерфляєм                | Богларка Капаш (HUN)                                                                                                   | 2:07.13    | Світлана Чімрова (RUS)                                                                       | 2:07.33  | Аліс Томас (GBR)                                                                          | 2:07.42  |
|                                 | |            |                                                                                              |          |                                                                                           |          |
| 200 м комплексом                | Катінка Хоссу (HUN) | 2:10.17    | Іларія Кусінато (ITA)                                                                        | 2:10.25  | Марія Уголкова (SUI)                                                                      | 2:10.83  |
| 400 м комплексом                | Фантін Лесеффре (FRA)                                                                                                  | 4:34.17    | Іларія Кусінато (ITA)                                                                        | 4:35.05  | Анна Мілі (GBR)                                                                           | 4:35.34  |
|                                 | |            |                                                                                              |          |                                                                                           |          |
| естафета 4×100 м вільним стилем | Франція Марі Ваттель Шарлотт Бонне Марго Фабр Берил Гастальделло Онучка Мартен Асся Туаті                              | 3:34.65    | Нідерланди Кім Буш Фемке Гемскерк Кіра Туссен Раномі Кромовідьойо Марйолейн Делно            | 3:34.77  | Данія Пернілле Блуме Сінь Бро Джулі Кепп Йенсен Міе Нільсен Емілі Гантрііс                | 3:37.03  |
| естафета 4×200 м вільним стилем | Велика Британія Елінор Фолкнер Кетрін Грінслейд Голлі Гібботт Фрея Андерсон Люсі Гоуп                                  | 7:51.65    | Росія Валерія Саламантіна Анна Єгорова Аріна Опенишева Анастасія Гуженкова Ірина Кривоногова | 7:52.87  | Німеччина Рева Фоос Ізабель Марі Госе Сара Келер Анніка Брун Марі Піетручка               | 7:53.76  |
|                                 | |            |                                                                                              |          |                                                                                           |          |
| естафета 4×100 м комплексом     | Росія Анастасія Фесікова Юлія Єфімова Світлана Чімрова Марія Каменева Дарія Устінова Віталіна Сімонова Аріна Опенишева | 3:54.22 CR | Данія Міе Нільсен Рікке Меллер Педерсен Емілі Бекменн Пернілле Блуме                         | 3:56.69  | Велика Британія Джорджія Девіс Шівон-Марі О'Коннор Аліс Томас Фрея Андерсон Кетлін Доусон | 3:56.91  |

### Змішані
| Дисципліна                      | Золото | Золото         | Срібло | Срібло  | Бронза | Бронза  |
| ------------------------------- | --- | -------------- | --- | ------- | --- | ------- |
| естафета 4×100 м вільним стилем | Франція Жеремі Страв'юс Мехді Метелла Марі Ваттель Шарлотт Бонне Максім Гроссе Марго Фабре Беріл Гастельделло |                | Нідерланди Нілс Корстаньє Стен Пієненбург Фемке Гемскерк Раномі Кромовідьойо Кайл Столк Кіра Туссен                                                      |         | Росія Климент Колесников Владислав Гріньов Марія Каменева Аріна Опенишева Данило Ізотов Розалія Насретдінова             |         |
| естафета 4×200 м вільним стилем | Німеччина Якоб Хайдтманн Геннінг Мюллейтнер Рева Фоос Анніка Брун Маріус Зобель Ізабель Марі Госе             | 7:28.43 CR     | Росія Михайло Вековішчев Михайло Довгалюк Валерія Саламатіна Вікторія Андрєєва Мартін Малютін В'ячеслав Андрусенко Ірина Кривоногова Анастасія Гуженкова | 7:29.37 | Велика Британія Стівен Мілн Крейг Маклін Кетрін Грінслейд Фрея Андерсон Камерон Керл Крейг Маклін Голлі Гібботт          | 7:29.72 |
| естафета 4×100 м комплексом     | Велика Британія Джорджія Девіс Адам Піті Джеймс Гай Фрея Андерсон Ніколас Піль Шарлотта Аткінсон              | 3:40.18 CR, ER | Росія Климент Колесников Юлія Єфімова Світлана Чімрова Володимир Морозов Григорій Тарасевич Ілля Хоменко Вікторія Андрєєва Марія Каменева                | 3:42.71 | Італія Маргеріта Панцієра Фабіо Скоццолі Елена ді Ліддо Алессандро Міреззі Маттео Рестіво Аріанна Кастільйоні Лука Дотто | 3:44.85 |